# Marie-France Bazzo
Pour les articles homonymes, voir Bazzo.
Marie-France Bazzo (Montréal, 8 juillet 1961 - ) est une productrice et animatrice de télévision et de radio. Au Québec, elle s'est d'abord fait connaitre pour l'animation de l'émission de radio Indicatif présent sur la Première chaîne de Radio-Canada de 1995 à 2006, et pour avoir été la première animatrice du matin pour la grande région de Montréal à cette même antenne, à l'émission C'est pas trop tôt.

## Biographie
Marie-France Bazzo est née en 1961 dans le quartier Villeray de Montréal. Elle est titulaire d'un baccalauréat et d'une maîtrise en sociologie de l'UQAM.
Elle fait ses débuts à la radio, à l'antenne de CIBL-FM. Animatrice à la radio française de Radio-Canada depuis 1985, Marie-France Bazzo fait ses premières armes avec Pierre Bourgault, pendant quatre ans, à l'émission Plaisirs. On la retrouve par la suite à Dazibazzo, Et quoi encore, VSD Bonjour. Elle anime, de 1995 à 2006, l'émission radiophonique à thématique sociale Indicatif présent à la  Première Chaîne de Radio-Canada.
Elle fait de remarquables passages à Graffiti, au Montréal ce soir, où elle signe une chronique culturelle, et tient des chroniques à la Bande des six, émission culturelle au ton mordant diffusé à la télévision de Radio-Canada.
À partir de septembre 2004, elle anime l'émission télévisée Il va y avoir du sport sur les ondes de Télé-Québec. Du 16 octobre 2006 au 24 mars 2016, elle anime une émission d'affaires publiques Bazzo.tv, à Télé-Québec. À l'automne 2008, l'émission devient hebdomadaire. Bazzo.tv prend désormais la forme d'un grand plateau d'une heure trente et se déroule devant public. 
Elle collabore également à diverses publications, telles Le Devoir et Elle Québec. Dans un tout autre registre, elle signe plusieurs textes de l'émission humoristique Un gars, une fille et collabore à Une enfance bleu blanc rouge, un collectif sous la direction de Marc Robitaille. Nous lui devons aussi les préfaces de L'homme descend de l'Ourse, de Serge Bouchard, de Y croyez-vous?, un collectif sous la direction de Pascal Forget, ainsi que de 4430 miles au compteur, de Gabriel Jones et Gonzague Verdenal.
Témoignent également de son intérêt profond pour la littérature, ses fonctions de présidente du Prix Lizette-Gervais 1999, de membre du jury du Prix Jacques Bouchard 2000, décerné par l'Office de la langue française et de membre du jury du Prix littéraire consacré à la biographie, lancé conjointement en 2001 par les éditions du Boréal et le quotidien La Presse.
De 2008 à 2013, elle contribue quotidiennement à l'émission de radio de Paul Arcand, Puisqu’il faut se lever, sur 98,5 fm. Le 26 août 2013, elle succède à René Homier-Roy comme « morning woman », la première à la radio d'état, ICI Radio-Canada Première. L'émission « C'est bien meilleur le matin » est d'emblée renommée « C'est pas trop tôt ». Elle y est d'abord entourée de nouveaux collaborateurs, et accorde une place importante aux femmes; Marie Claude Beaucage à la réalisation, et deux des trois recherchistes et la responsable des réseaux sociaux y étant aussi des femmes.  
Elle annonce fin mars 2015 qu'elle animera sa dernière émission le 3 avril 2015.  Elle se consacrera à d'autres projets.
Elle est périodiquement invitée d'honneur à l'émission humoristique La soirée est (encore) jeune.

## Œuvres

### Livres
- Nous méritons mieux : Repenser les médias au Québec, Editions du Boréal, 2020, 130 p. (ISBN 9782764626504)

## Distinctions
- 2002 : Prix Femmes de mérite, catégorie Communications, de la Fondation du Y des femmes
- 2003 : Prix Reconnaissance UQAM, au titre de la Faculté des sciences humaines
- 2015 : Prix Aurore, <<Ah ben! R'garde donc qui c'est qui est là!>> attribué à une personnalité publique qui fait un caméo percutant dans un film cette année (pour le film Le Vrai du faux)

Dans la catégorie Communications, Marie-France Bazzo a remporté le prix Femme de Mérite 2002 de la Fondation YWCA de Montréal. Elle est aussi lauréate du prix spécial du vice-président, édition 2000, des prix de la radio de Radio-Canada avec Michel Désautels, pour leur animation de Deux mille et une nuits, une émission spéciale de 24 heures à l'occasion du passage à l'an 2000. Pour « la spiritualité au XXIe siècle », une table ronde dans le cadre d'Indicatif présent, elle a reçu le prix Communications et Société 2000. Son travail à Indicatif présent lui a valu par ailleurs le prix de la Radio, édition 1998.

### Source
- La Tribune de Sherbrooke, 12 novembre 2005, p. I3.